# Menhir des Cassis
Le menhir des Cassis est un menhir situé sur la commune de Corsept dans le département de la Loire-Atlantique.

## Description
Le menhir est constitué d'une grande dalle en grès de 3,78 m de hauteur pour une largeur à la base de 3,44 m et une épaisseur moyenne de 0,55 m.